# La Bassa del Poble
La Bassa del Poble és una obra d'Almatret (Segrià) inclosa a l'Inventari del Patrimoni Arquitectònic de Catalunya.

## Descripció
La bassa del poble se situa prop dels Horts de la Bassa. En el passat s'emprava com a abeurador per als animals. El seu estat de conservació és mitjà; es conserva part del pou realitzat amb pedra i morter, i elements a partir dels quals bevien els animals.